# Seilh
Seilh är en kommun i departementet Haute-Garonne i regionen Occitanien i södra Frankrike. Kommunen ligger i kantonen Grenade som tillhör arrondissementet Toulouse. År 2022 hade Seilh 3 311 invånare.

## Befolkningsutveckling
Antalet invånare i kommunen Seilh
Referens:INSEE

## Monumenten

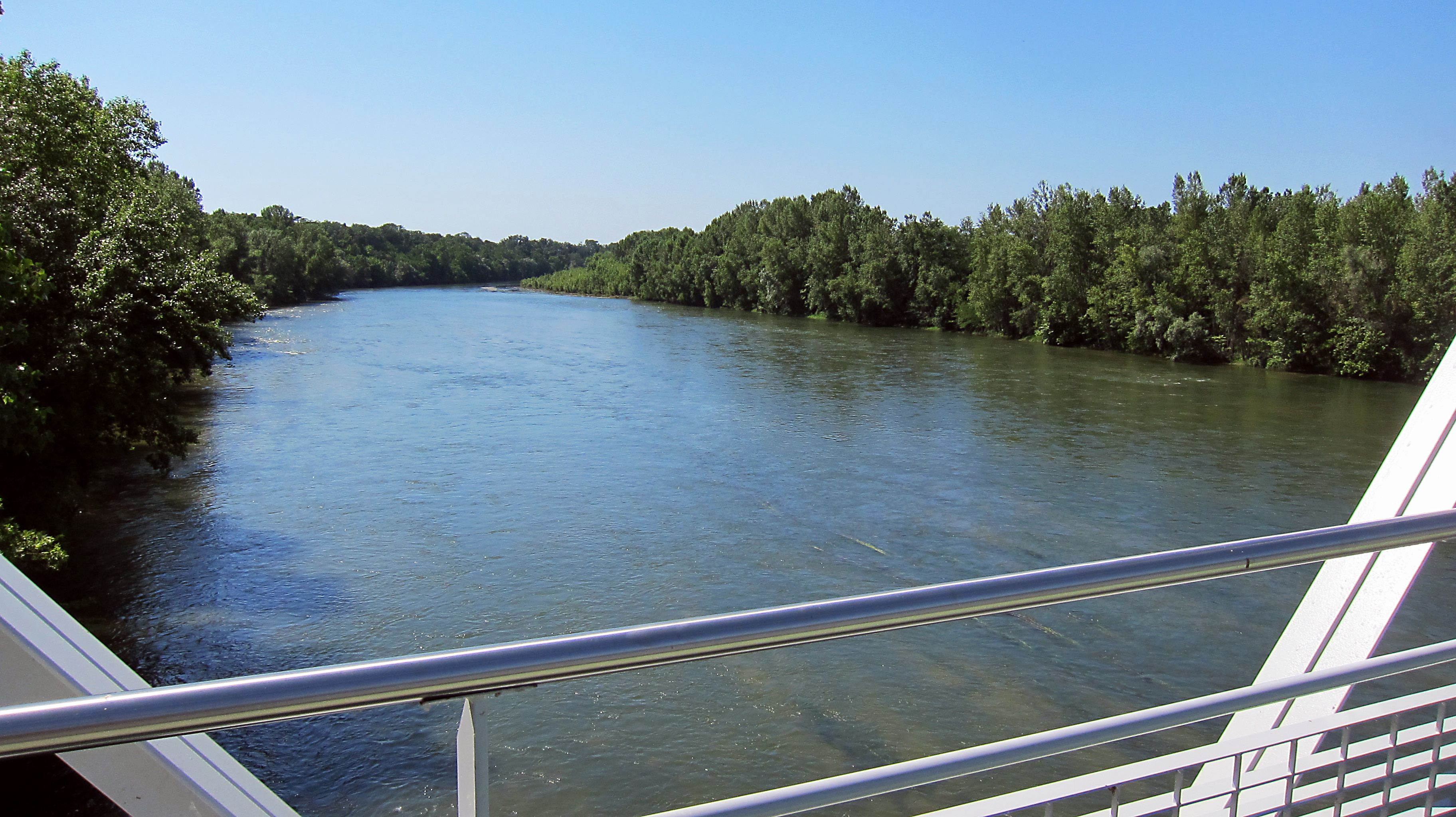
Garonnefloden
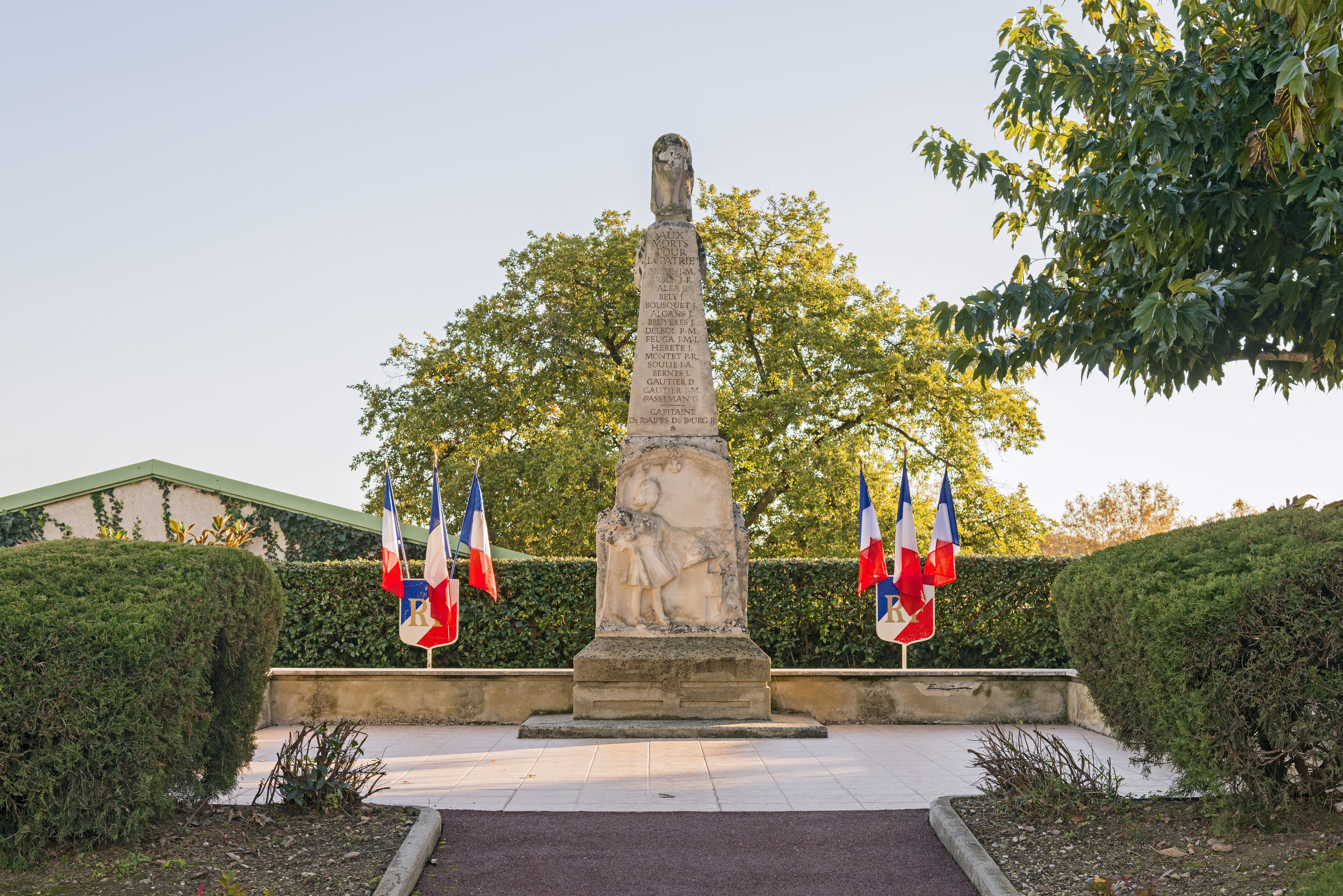
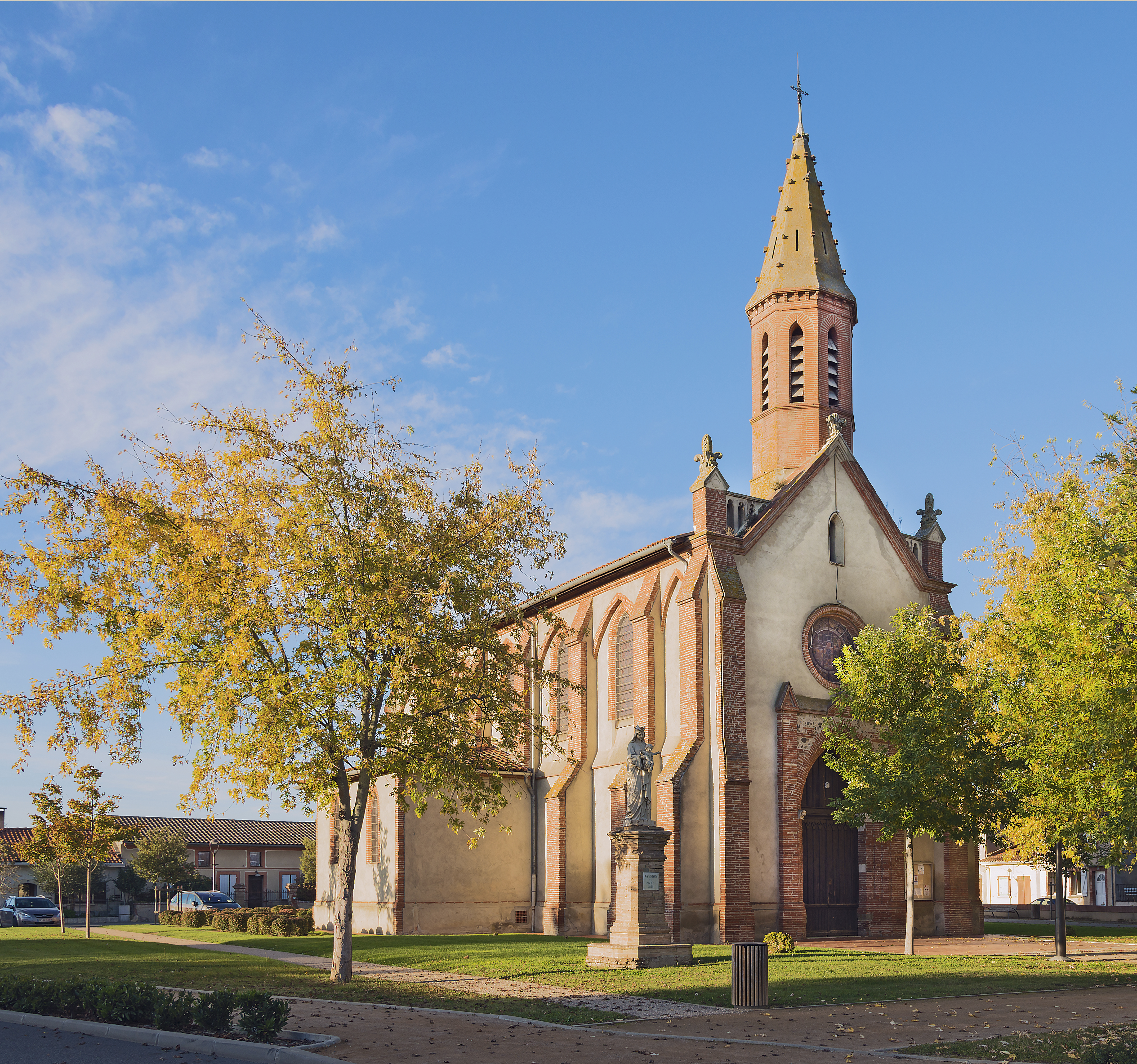
Kyrkan